# Ремезов, Павел Иванович
Павел Иванович Ремезов, Ремизов (28 января 1780, Ревель — 2 июня 1833) — русский живописец-портретист, представитель петербургского академизма александровской эпохи, причисляемый к школе Степана Щукина, копиист. Академик Императорской Академии художеств (с 1818).

## Биография

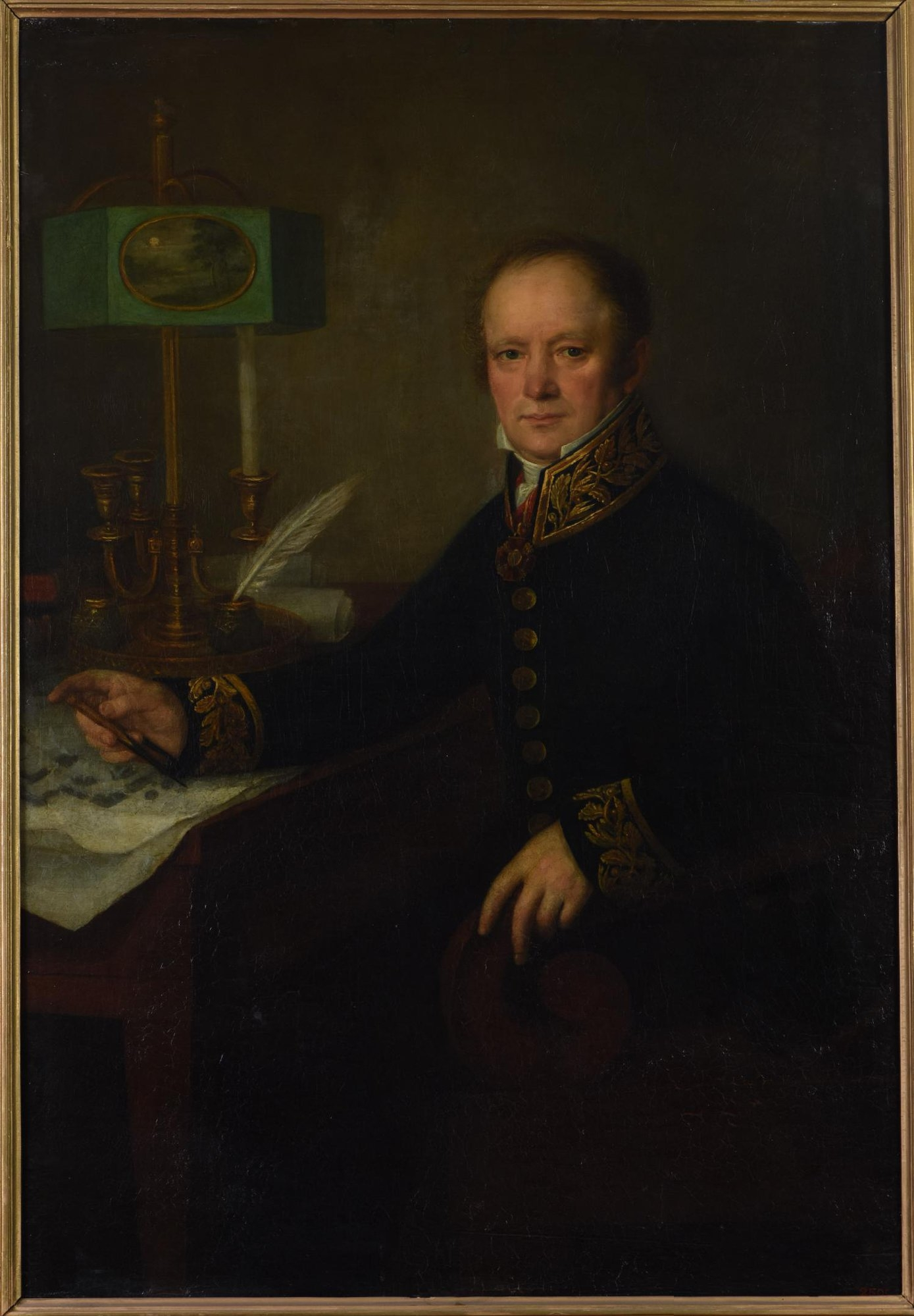
Портрет профессора архитектуры А. А. Михайлова 2-го. 1818, Музей Российской академии художеств, Санкт-Петербург.

Родился в 1780 году в Ревеле в семье Ивана Ремезова — нижнего чина портовой таможни. Поступил воспитанником в Императорскую академию художеств в Санкт-Петербурге. В период обучения в академии, в 1799 году получил золотую медаль Академии второй степени за исполненную «программу» (картину на заданную тему): «портрет живописца». В том же году получил серебряную медаль второй степени за рисунок с натуры.
В том же году, ещё будучи студентом, Ремезов, вместе со своим товарищем, Николаем Небаровым, написал каждый по портрету императора Павла І, по заказу Выборгского губернского правления и Выборгской казенной палаты соответственно, которые перед отправкой заказчикам были подправлены их учителем академиком Степаном Щукиным. За эти портреты Академия получила 450 рублей, из которых выдала Ремезову и Небарову по 75 рублей, 50 рублей заплатила Щукину, а остальные деньги зачислила в бюджет Академии.
Летом 1800 года Ремезов окончил академию, получив «аттестат и шпагу» (т.е. звание классного художника), после чего был оставлен при Академии «пенсионером» (стипендиатом) «для дальнейшего усовершенствования».
В 1817 году Ремезову была задана была «программа» на звание академика: «написать поколенный портрет с руками профессора архитектуры А. А. Михайлова 2-го» (в музее Академии художеств), за который в следующем году и получил искомое звание.
Писал портреты, а также копировал портреты других мастеров. В частности, известны созданные Ремезовым  копии с портрета императора Николая I, кисти Джорджа Доу, и с портрета А. Л. Нарышкина, кисти Элизабет Виже-Лебрен.